# Megavalanche
Megavalanche (kurz „Mega“) ist ein Mountainbike Downhill-Rennen, das seit 1995 alljährlich in Alpe d’Huez in den französischen Alpen mit bis zu 2000 Teilnehmern aus rund 30 Ländern stattfindet. Die Strecke ist ca. 20 km lang, wobei ein Höhenunterschied von 2600 m zu bewältigen ist. Auf unterschiedlichem Terrain beinhaltet sie eine Mischung aus steilen Abfahrten, technisch anspruchsvollen Passagen und Abschnitten mit hohen Geschwindigkeiten. Die Veranstaltung findet Ende Juni/Anfang Juli statt und gilt als extrem anspruchsvoll. Der Name leitet sich aus dem französischen Wort „Avalanche“ (deutsch: Lawine) ab.

## Strecke
Das erste Rennen fand 1995 mit 400 Teilnehmern statt. George Edwards, der auch andere Mountainbike Downhill-Rennen auf der Welt organisiert, war der Veranstalter. Startpunkt ist die Gipfelstation der Seilbahn zum Pic Blanc auf 3.330 m Höhe. Der Start erfolgt als Massenstart. Danach geht es im dichten Pulk Richtung des ehemaligen Sarenne Gletschers. Die Strecke verläuft im oberen Bereich über Geröll und Fels, über Schnee, der oft sulzig ist, und im Gletscherbereich über Eis. Vereinzelt sind Zwischenanstiege zu bewältigen. Danach besteht der überwiegende Teil der Strecke aus technisch anspruchsvollen Singletrails. Bei Alpe d’Huez gibt es Zuschauerbereiche. Unterhalb der Baumgrenze sind wieder Singletrails vorherrschend. Die Strecke führt hier teilweise durch Waldgebiete und ist oft eng und steil. Ziel ist der Ort Allemond, der auf einer Höhe von 700 m liegt. Hugo Pigeon, der Sieger im Jahr 2023, bewältigte die 20 km lange Abfahrt über 2600 Höhenmeter in 39 min. Die Streckenführung kann im Detail von Jahr zu Jahr unterschiedlich sein.

## Ablauf und Sicherheit
Das Regelwerk hat sich häufig geändert. Im Prinzip besteht die Veranstaltung aus drei Abschnitten. Der erste Tag ist freies Training. Der zweite Tag dient der Qualifikation. Auf einer Strecke, die im Jahr 2022 auf ca. ein Drittel verkürzt war, starteten nacheinander mehrere Gruppen von bis zu 150 Teilnehmern ebenfalls im Massenstart. Jeder der ins Ziel kam, war qualifiziert. Ihm wurde entsprechend seines Ergebnisses eine von vier Startgruppen zugeteilt. Nach dem Reglement von 2022 waren die jeweils 35 Besten in der ersten Startgruppe. Zusätzlich fand eine Gruppierung nach Alter statt. Am dritten und vierten Tag findet das eigentliche Rennen statt, wobei die höher Qualifizierten am vierten Tag an der Reihe waren. Begleitend finden auf verkürzten Strecken Veranstaltungen für Kinder ab 7 Jahren und für E-Bikes sowie ein Damenwettbewerb statt. Neben dem sportlichen Event wird von den Teilnehmern auch das Gruppenerlebnis mit vielen gleichgesinnten Teilnehmern aus zahlreichen Ländern der Welt gerühmt.
Jeder Teilnehmer muss einen Integralhelm, Knieschutz und Handschuhe tragen. Ellenbogenschutz und Rückenschutz werden empfohlen. Jeder Teilnehmer ist für die Funktionsfähigkeit seines Fahrrads selbst verantwortlich. Der Besitz einer Krankenversicherung ist Pflicht, eine zusätzliche Versicherung für Sportverletzungen, die auch Hubschraubertransport einschließt, wird empfohlen. Entlang der Strecke sind Streckenwächter und Personen für medizinische Notfälle positioniert. Bei der Streckenführung wird darauf geachtet, dass Abschnitte, die hohe Geschwindigkeiten ermöglichen, durch Schikanen entschärft werden. Auch wenn das Bild der herunterstürmenden Meute gefährlich aussieht, sind vereinzelte Knochenbrüche angeblich die bisher schlimmsten Verletzungen. Neben Stürzen zwingen auch technische Probleme am Fahrrad einzelne Teilnehmer zur vorzeitigen Aufgabe.

## Ergebnisse
| Jahr | Erster Platz                      | Zweiter Platz                     | Dritter Platz                     |
| ---- | --------------------------------- | --------------------------------- | --------------------------------- |
| 1995 | François Dola                     | Pascal Yen Pon                    | Guillaume Pallarès                |
| 1996 | Fabrice Taillefer                 | Pascal Yen Pon                    | François Dola                     |
| 1997 | Fabrice Taillefer                 | Lilian Sergent                    | Olivier Guincêtre                 |
| 1998 | Samuel Peridy                     | Bruno Tschanz                     | Olivier Guincêtre                 |
| 1999 | François Dola                     | Samuel Peridy                     | Lionel Sequéra                    |
| 2000 | Alexandre Balaud                  | Olivier Guincêtre                 | William Balaud                    |
| 2001 | René Wildhaber                    | Alexandre Balaud                  | Karim Amour                       |
| 2002 | René Wildhaber                    | Alexandre Balaud                  | Olivier Giordanengo               |
| 2003 | René Wildhaber                    | William Balaud                    | Samuel Peridy                     |
| 2004 | René Wildhaber                    | William Balaud                    | Alexandre Balaud                  |
| 2005 | Jérôme Clementz                   | Rémy Absalon                      | Franck Parolin                    |
| 2006 | Nicolas Vouilloz                  | René Wildhaber                    | Mickaël Pascal                    |
| 2007 | René Wildhaber                    | Tomas Misser                      | Gregory Doucende                  |
| 2008 | René Wildhaber                    | Rémy Absalon                      | Gregory Doucende                  |
| 2009 | Rémy Absalon                      | René Wildhaber                    | Nicolas Vouilloz                  |
| 2010 | Jérôme Clementz                   | Nicolas Vouilloz                  | Sam Blenkinsop                    |
| 2011 | Rémy Absalon                      | Jérôme Clementz                   | René Wildhaber                    |
| 2012 | Rémy Absalon                      | Nicholaus Lau                     | Dan Atherton                      |
| 2013 | Jérôme Clementz                   | Rémy Absalon                      | Dan Atherton                      |
| 2014 | Pierre Charles Georges            | Thibaut Ruffin                    | Reon Boe                          |
| 2015 | Rémy Absalon                      | Thomas Lapeyrie                   | Yoann Barelli                     |
| 2016 | Rémy Absalon                      | Damien Oton                       | François Bailly-Maître            |
| 2017 | Damien Oton                       | François Bailly-Maître            | Martin Maes                       |
| 2018 | Damien Oton                       | Jose Borges                       | Nicolas Quere                     |
| 2019 | Jose Borges                       | Kilian Bron                       | Kevin Miquel                      |
| 2020 | storniert wegen COVID-19-Pandemie | storniert wegen COVID-19-Pandemie | storniert wegen COVID-19-Pandemie |
| 2021 | Stefan Peter                      | Kilian Bron                       | Alexis Chenevier                  |
| 2022 | Stefan Peter                      | Liam Moynihan                     | Olivier Bruwiere                  |
| 2023 | Hugo Pigeon                       | Damien Oton                       | Olivier Bruwiere                  |
| 2024 | Hugo Pigeon                       | Damien Oton                       | Olivier Bruwiere                  |
| 2025 | Hugo Pigeon                       | Olivier Bruwiere                  | Alex Rudeau                       |